# Penkî, Starokosteantîniv
Penkî (în ucraineană Пеньки) este localitatea de reședință a comunei Penkî din raionul Starokosteantîniv, regiunea Hmelnîțkîi, Ucraina.

## Demografie
Componența lingvistică a localității Penkî
     Ucraineană (99,23%)
     Alte limbi (0,77%)
Conform recensământului din 2001, majoritatea populației localității Penkî era vorbitoare de ucraineană (99,23%), existând în minoritate și vorbitori de alte limbi.